# Llano Grande, Santa María Tonameca
Llano Grande är en ort i Mexiko.   Den ligger i kommunen Santa María Tonameca och delstaten Oaxaca, i den sydöstra delen av landet, 500 km sydost om huvudstaden Mexico City. Llano Grande ligger 50 meter över havet och antalet invånare är 184.
Terrängen runt Llano Grande är varierad.  Närmaste större samhälle är San Pedro Pochutla, 8,2 km öster om Llano Grande. 